# Кларино (предприятие)
ОАО «Кларино» — предприятия по ремонту и производству нестандартной обуви, основанное в 1939 году в Новосибирске.

## История
Предприятие было создано 1939 году путём слияния небольших артелей «Пламя» и «Богатырь» в «Артель „Пламя“ по ремонту и пошиву обуви».
В 1960 году артель была преобразована в Новосибирскую фабрику по ремонту и пошиву обуви, которая включала цеха и мастерские с 450 работниками.
В 1972 году предприятие переименовывают в обувную фабрику «Рассвет», в это время она выпустила свыше 130 000 пар обуви за год и отремонтировала 400 000 пар.
В 1981 году организацию переименовывают в Новосибирское производственное объединение «Новосибобувьбыт», в состав которого были включены мастерские и ремонтно-пошивочные цеха в 22-х районах Новосибирской области. В этот период годовой показатель по выпуску новой обуви достиг 170 000 пар, по ремонту — 750 000 пар.
В 1993 году предприятие было реорганизовано в ОАО «Кларино».

## Сотрудники
Работники предприятия Б. Д. Усольцев, В. В. Вялов, А. Н. Чуйко, А. П. Калиниченко, В. С. Яуфман, Г. В. Исаева, Т. Я. Максимова удостоены правительственных наград.